# 宋之屏
宋之屏（？—？），萬全都指揮使司開平衛人，清朝政治人物。

## 生平
順治二年（1645年）乙酉科順天鄉試舉人，三年（1646年）丙戌科進士。十三年（1656年）任湖廣布政使司參議、分巡荊西，升江南按察司副使、分巡池太。